# Arhipelagul Los Frailes
Arhipelagul Los Frailes sau Insulele Los Frailes  se află în Marea Caraibilor și este Proprietatea Federală (Dependencias Federales), un teritoriu special al Venezuelei.
Coordonatele arhipelagului: 11°12′N 63°45′V / 11.200°N 63.750°V
Arhipelagul este format din 10 insule:
- Chepere
- Guacaraida
- Puerto Real
- Nabobo
- Cominoto
- Macarare
- Guairiare
- Guacaraida
- La Balandra
- La Peche